# Altes Ku’damm-Eck

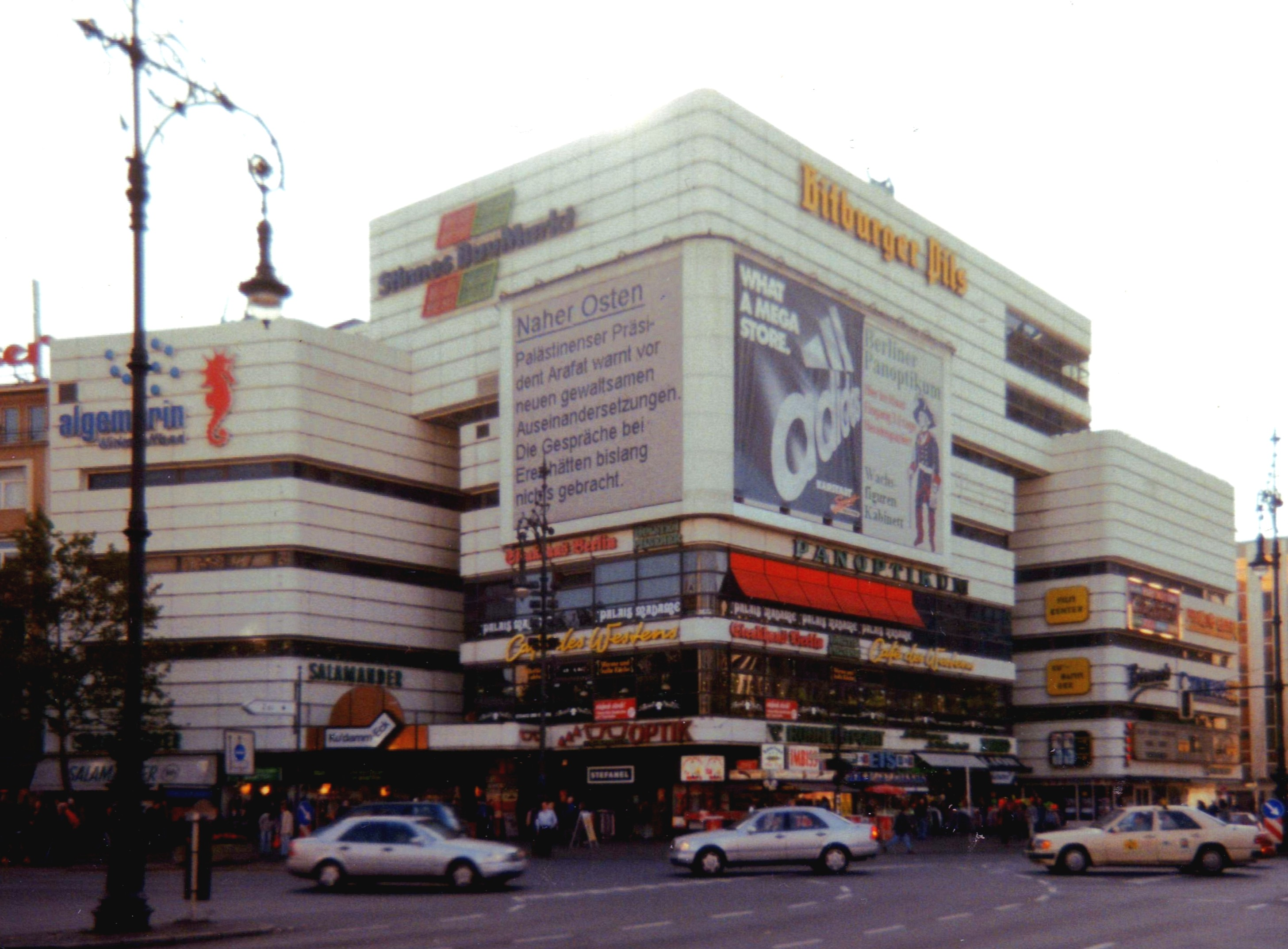
Das Alte Ku’damm-Eck, 1996

Das Alte Ku’damm-Eck war ein von dem Architekten und Senatsbaudirektor Werner Düttmann (1921–1983) errichtetes Berliner Multifunktionsgebäude am Kurfürstendamm Ecke Joachimsthaler Straße im Berliner Ortsteil  Charlottenburg. Es wurde von Düttmann in Zusammenarbeit mit Peter Stürzebecher, Peter Werner, Dierk Winter und Wolfgang Wörner zwischen 1969 und 1972 gebaut und besaß insgesamt 13 Geschosse, von denen fünf unterirdisch waren.

## Nutzung
Im Alten Ku’damm-Eck, das als multifunktionales Gebäude konzipiert war, befanden sich u. a. ein Panoptikum, eine Bowlingbahn, Kinos, das Café des Westens im 1. Obergeschoss, Restaurants sowie diverse Geschäfte, die durch mehrgeschossige innere Passagen, Fahrtreppen und Aufzüge erschlossen wurden. Drei Hauptzugänge führten in eine zentrale Mittelhalle. Unterirdisch existierten vier Parkgeschosse mit 320 Stellplätzen, eine Technikebene und ein Zugang zum U-Bahnhof Kurfürstendamm.

## Konstruktion
Bei dem Gebäude handelte es sich um einen Skelettbau mit einem Stützenraster aus Stahlbeton, vorgehängten Fassaden und mehreren festen Erschließungskernen an der Gebäuderückseite. Ein innovatives Element war die Verwendung von mit Kunststoff beschichteten Aluminiumplatten für die Fassadenelemente.

## Architektur
Das Alte Ku’damm-Eck präsentierte sich von der Straße aus als Komposition weißer Kuben, die aneinander vorbeizugleiten scheinen und sich stellenweise durchdringen – eine Komposition, bei der Düttmann den dynamischen Stil Erich Mendelsohns mit typischen Elementen der 1970er Jahre (abgerundete Ecken, Rasterfassaden) zu verbinden scheint. Auffallend ist die starke Geschlossenheit der waagerecht betonten Fassaden beziehungsweise ihr geringer Fensteranteil und das deutliche Überwiegen von Wandflächen im oberen Gebäudebereich. Durch diese Stilmittel wirkt das Gebäude einerseits großstädtisch, andererseits autonom. Ähnlich wie das Internationale Congress Centrum (ICC) von Ralf Schüler und Ursulina Schüler-Witte aus den Jahren 1976–1980 trägt Düttmanns Ku’damm-Eck ferner Züge, die an Science-Fiction erinnern und kann als Dokument für die Architektur der frühen 1970er Jahre in West-Berlin angesehen werden. Cornelius Hertling, der ehemalige Präsident der Berliner Architektenkammer, würdigte das Ku’damm-Eck folgendermaßen:

„Sehr schöner Bau, vielfältig gegliedert, in einer damals sehr modernen Fassadentechnik […] Also anstelle dieses interessanten, vielfältig gegliederten und auch räumlich interessanten Baus so etwas [wie das neue Ku’damm-Eck] hinzusetzen, das ist reiner Kommerz, reine Überausnutzung von Grundrissen […]“

## Multimedia-Elemente
An der Ecke Kurfürstendamm/Joachimsthaler Straße trug das Alte Ku’damm-Eck eine 300 m² große Lichtraster-Werbefläche, die farbige bewegliche Bilder erzeugen konnte und auf der auch Wetterberichte und Kurznachrichten präsentiert wurden. Dabei verbanden sich die bewegten Bilder des Lichtrasters mit farbigen Leuchtreklamen, Werbeplakaten und Applikationen zu einer modernen, großstädtischen Architekturästhetik. Vorbild für dieses frühe Beispiel einer Multimedia-Architektur war wahrscheinlich der Times Square Ticker bzw. Zipper am New Yorker Times Square. Das Nachfolgegebäude des Alten Ku’damm-Eck trägt heute an gleicher Stelle eine Multimediawand, die 104 m² groß ist.

## Kritik, Abriss und Neubau

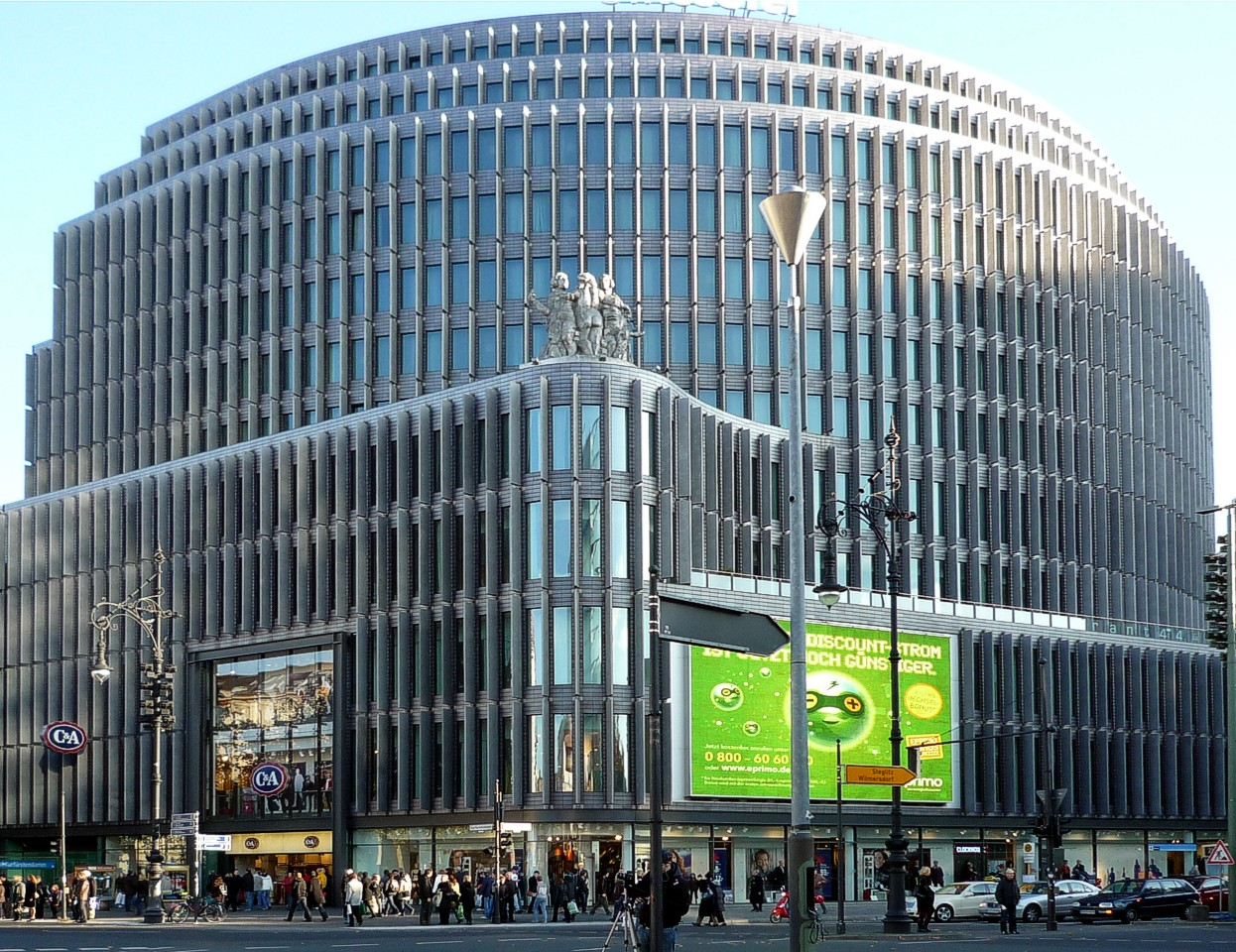
Heutiges Ku’damm-Eck, 2009

Wegen seiner – den Maßstab des Boulevards sprengenden – Größe, seiner starken Geschlossenheit und seinen verwinkelten, überwiegend künstlich beleuchteten Innenräumen zog das Alte Ku’damm-Eck früh Kritik auf sich und wurde für manche zum Synonym für die West-Berliner Bausünden der 1970er Jahre, wobei seine plastisch-expressiven Qualitäten ignoriert wurden. Trotz seiner Popularität erhielt das Alte Ku’damm-Eck nie einen Bestandschutz durch die Denkmalpflege. 1996 wurde das Gebäude geschlossen, 1998 asbestsaniert, abgerissen und durch das heutige Ku’damm-Eck ersetzt, das von dem Hamburger Architekturbüro Gerkan, Marg und Partner (gmp) entworfen wurde. Es handelt sich um ein 45 Meter hohes zehngeschossiges Geschäftshaus mit einem zentralen Zylinderbau über einem niedrigeren wellenförmigen Sockel. Auf dem vorspringenden runden Eck des Sockels wurde das Skulpturenensemble Das Urteil des Paris von Markus Lüpertz aufgestellt. In dem Gebäude befinden sich heute das Bekleidungskaufhaus C&A und das Hotel Swissôtel.